# Nattvindens Gråt
Nattvindens Gråt war eine finnische Gothic- und Death-Doom-Band aus Kitee, die 1994 gegründet wurde und sich 1997 auflöste.

## Geschichte
Nattvindens Gråt war ein Projekt, das  1994 gegründet wurde und von dem Bassisten, Gitarristen und Sänger Teemu Kautonen angeführt wurde. Weitere Mitglieder der Band waren unter anderem der Keyboarder Tuomas Holopainen und der Bassist Sami Vänskä. Nach einem Demo Dar Svanar Flyer folgte 1995 das Debütalbum unter dem Namen A Bard’s Tale, worauf Suvi als Gastsängerin und Tapio Wilska als Gastsänger zu hören sind. 1997 folgte das zweite Album Chaos Without Theory. Im selben Jahr löste sich die Gruppe auf. Im Sommer des folgenden Jahres trat Sami Vänskä dann mit Nightwish in Erscheinung.
Die Band fand sich später neu in Deutschland zusammen. Sie nannte sich nun Nattvind und veröffentlichte 2002 ein Hard-Rock-Album unter dem Namen Subuniverses. Die Aufnahmen hierzu hatten bereits 1999 stattgefunden. Die Besetzung bestand aus dem Gitarristen und Bassisten Teemu Kautonen, dem Sänger Geoff, dem Gitarristen, Bassisten und Keyboarder Puukko und dem Schlagzeuger Pasi.

## Stil
Laut The Ultimate Hard Rock Guide Vol I – Europe ist auf Där svanar flyger noch Black Metal zu hören, der mit einer Vielzahl von Melodien und den Einsatz von teils genrefremden Instrumenten angereichert wird. Wolf-Rüdiger Mühlmann vom Rock Hard schrieb in seiner Rezension zu A Bard’s Tale, dass hierauf „Gothic, Metal und feierlicher nordischer Pathetik“ vereint wird und „Gefühle wie Liebe, Glück, Leid und Einsamkeit“ auf das Album banne. Insgesamt erinnere A Bard’s Tale an das erste Album von The Gathering, wobei auch Parallelen zu Moonspell aufkämen. Hinzu komme keltische Musik, zur Geltung gebracht durch den abwechselnden Einsatz von männlichem und weiblichem Gesang. Stefan Janik von metal1.info rezensierte das Album ebenfalls und bemerkte, dass nicht mehr, wie auf dem Demo, Black Metal vorherrsche, sondern man Elemente aus Gothic Rock, Doom Metal und Folk vermische. Bereits anfangs werde deutlich, dass die Musik eher ruhig sei. Das anfänglich verwendete Keyboard erinnere dabei an Menhir. Die E-Gitarren klängen hingegen meist eher zurückhaltend. Als Gesang werde meist Sprechgesang verwendet. Zwei Jahre später rezensierte Mühlmann Chaos Without Theory. Diese CD sei nur eine weitere Kopie von Paradise Lost und The Sisters of Mercy. Man könne die Musik insgesamt dem Gothic Metal zuordnen, wobei hin und wieder noch „ein paar halbwegs erträgliche, fette Riffs“ gespielt würden.

## Diskografie
als Nattvindens Gråt
- 1995: Där svanar flyger (Demo, Eigenveröffentlichung)
- 1995: A Bard’s Tale (Album, Solistitium Records)
- 1997: Chaos Without Theory (Album, Solistitium Records)

als Nattvind
- 2002: Subuniverses (Album, Darkwind Records)